# Morti nel 1995/Aprile
| Questa pagina contiene informazioni ricavate automaticamente dalle voci biografiche con l'ausilio del template Bio e di un bot. L'aggiornamento è periodico e automatico e ricostruisce completamente la pagina. Se manca una persona in questa lista, sei pregato di non aggiungerla, ma accertati piuttosto che la sua voce biografica contenga il template Bio e che i dati anagrafici siano correttamente compilati. Se il template Bio manca, inseriscilo tu stesso o, in alternativa, metti l'avviso {{tmp\|Bio}} che ne segnala la mancanza. Se i dati riportati sono sbagliati, correggi direttamente la voce biografica; le modifiche saranno visibili in questa lista entro pochi giorni. Per chiarimenti vedi il progetto biografie. La lista contiene solo le 115 persone che sono citate nell'enciclopedia e per le quali è stato implementato correttamente il template Bio. Pagina aggiornata al 2 lug 2025. |

- 1º aprile - Hubert Adams Carter, alpinista e insegnante statunitense (n. 1914)
- 1º aprile - Lino Crispo, attore italiano (n. 1916)
- 1º aprile - Fausto Lio, politico italiano
- 1º aprile - Francisco Moncion, ballerino dominicano (n. 1918)
- 1º aprile - Víctor Valussi, calciatore argentino (n. 1912)
- 2 aprile - Hannes Alfvén, fisico svedese (n. 1908)
- 2 aprile - Henri Guérin, calciatore e allenatore di calcio francese (n. 1921)
- 2 aprile - Julius Hemphill, sassofonista e compositore statunitense (n. 1938)
- 3 aprile - Fernando Huergo, schermidore argentino (n. 1908)
- 3 aprile - Gracita Morales, attrice spagnola (n. 1928)
- 3 aprile - Giovanni Rappazzo, inventore italiano (n. 1893)
- 3 aprile - Marion Tinsley, damista statunitense (n. 1927)
- 3 aprile - Bogusław Zych, schermidore polacco (n. 1951)
- 4 aprile - Rita Cadillac, danzatrice e attrice francese (n. 1936)
- 4 aprile - Vera Drudi, attrice italiana (n. 1897)
- 4 aprile - Abraham Kattumana, arcivescovo cattolico indiano (n. 1944)
- 4 aprile - Priscilla Lane, attrice e cantante statunitense (n. 1915)
- 4 aprile - Victor León Esteban San Miguel y Erce, vescovo cattolico e missionario spagnolo (n. 1904)
- 4 aprile - Jurij Sedov, calciatore sovietico (n. 1929)
- 4 aprile - Giuseppe Tallini, matematico italiano (n. 1930)
- 5 aprile - Tognella, cabarettista e attore italiano (n. 1938)
- 5 aprile - Adalbert Dickhut, ginnasta tedesco (n. 1923)
- 5 aprile - Emilio Greco, scultore, scrittore e illustratore italiano (n. 1913)
- 5 aprile - Gianni Padoan, scrittore, ambientalista e etologo italiano (n. 1927)
- 5 aprile - Christian Pineau, politico francese (n. 1904)
- 5 aprile - Ron Richardson, attore e baritono statunitense (n. 1952)
- 6 aprile - Iōannīs Aleuras, politico greco (n. 1912)
- 6 aprile - Vieno Johannes Sukselainen, politico finlandese (n. 1906)
- 7 aprile - Augusto Campana, bibliotecario, filologo e storico italiano (n. 1906)
- 7 aprile - Rogelio Farías, calciatore cileno (n. 1949)
- 8 aprile - Edda Ciano, italiana (n. 1910)
- 8 aprile - Andrej Očenáš, compositore slovacco (n. 1911)
- 9 aprile - Nguyễn Hữu An, generale vietnamita (n. 1926)
- 9 aprile - Paola Borboni, attrice italiana (n. 1900)
- 9 aprile - Ottó Jónsson, calciatore islandese (n. 1921)
- 9 aprile - Kazimierz Kucharski, mezzofondista e velocista polacco (n. 1909)
- 10 aprile - Chen Yun, politico cinese (n. 1905)
- 10 aprile - Morarji Desai, politico indiano (n. 1896)
- 10 aprile - Annie Fischer, pianista ungherese (n. 1914)
- 10 aprile - Günter Guillaume, agente segreto tedesco (n. 1927)
- 10 aprile - Otto Kolar, cestista statunitense (n. 1911)
- 11 aprile - Mal McMullen, cestista statunitense (n. 1927)
- 11 aprile - Aurelio Pavesi De Marco, allenatore di calcio e calciatore italiano (n. 1919)
- 11 aprile - Dulce Santucci, autrice televisiva, sceneggiatrice e drammaturga brasiliana (n. 1921)
- 11 aprile - Jacob Weingreen, docente e biblista irlandese (n. 1907)
- 12 aprile - Raffaele Di Sipio, attore italiano (n. 1906)
- 12 aprile - Philip H. Lathrop, direttore della fotografia statunitense (n. 1912)
- 12 aprile - Michail Perevalov, calciatore sovietico (n. 1930)
- 13 aprile - Sergio Fenoaltea, politico italiano (n. 1908)
- 14 aprile - Ugo Bianchi, storico delle religioni italiano (n. 1922)
- 14 aprile - Mario Carotenuto, attore e doppiatore italiano (n. 1916)
- 14 aprile - Ildebrando Imberciadori, storico italiano (n. 1902)
- 14 aprile - Burl Ives, cantautore e attore statunitense (n. 1909)
- 14 aprile - António Lopes Ribeiro, regista e critico cinematografico portoghese (n. 1908)
- 14 aprile - Hildegard Lächert, militare tedesca (n. 1920)
- 15 aprile - Victor Klees, pallanuotista e calciatore lussemburghese (n. 1907)
- 15 aprile - Liala, scrittrice italiana (n. 1897)
- 15 aprile - Gilbert Moses, regista statunitense (n. 1942)
- 15 aprile - Günter Stephan, calciatore tedesco (n. 1912)
- 16 aprile - Olavi Ahonen, cestista finlandese (n. 1941)
- 16 aprile - Cy Endfield, regista e sceneggiatore statunitense (n. 1914)
- 16 aprile - Josef Hügi, calciatore svizzero (n. 1930)
- 16 aprile - Valeriano López, calciatore peruviano (n. 1926)
- 16 aprile - Iqbal Masih, operaio e attivista pakistano (n. 1982)
- 16 aprile - Alfred Ryder, attore statunitense (n. 1916)
- 17 aprile - Orlando Sain, calciatore e allenatore di calcio italiano (n. 1912)
- 17 aprile - Max Wünsche, militare tedesco (n. 1914)
- 18 aprile - Florindo Andreolli, tenore italiano (n. 1925)
- 18 aprile - Jimmy D'Aquisto, liutaio statunitense (n. 1935)
- 18 aprile - Arturo Frondizi, politico argentino (n. 1908)
- 18 aprile - Eva Riccioli, musicista, editrice e compositrice italiana (n. 1909)
- 19 aprile - Neil Paterson, scrittore, sceneggiatore e giornalista britannico (n. 1916)
- 20 aprile - Milovan Đilas, politico, antifascista e partigiano jugoslavo (n. 1911)
- 21 aprile - Teri Náray, attrice ungherese (n. 1916)
- 21 aprile - Tessie O'Shea, attrice e cantante gallese (n. 1913)
- 22 aprile - Carl Albert, cantante statunitense (n. 1962)
- 22 aprile - Carlo Ceresoli, calciatore e allenatore di calcio italiano (n. 1910)
- 22 aprile - Tony Jaros, cestista statunitense (n. 1920)
- 22 aprile - Maggie Kuhn, attivista statunitense (n. 1905)
- 22 aprile - Charles Joseph Lemaire, vescovo cattolico e missionario francese (n. 1900)
- 22 aprile - Don Pullen, pianista statunitense (n. 1941)
- 23 aprile - Gianni Baghino, attore italiano (n. 1919)
- 23 aprile - Jo e Anne Bakker, olandese (n. 1906)
- 23 aprile - Howard Cosell, giornalista, telecronista sportivo e conduttore televisivo statunitense (n. 1918)
- 23 aprile - Viktor Getmanov, calciatore sovietico (n. 1940)
- 23 aprile - John C. Stennis, politico statunitense (n. 1901)
- 24 aprile - Hideyuki Ashihara, karateka e maestro di karate giapponese (n. 1944)
- 24 aprile - Stanley Burbury, giurista e politico australiano (n. 1909)
- 24 aprile - Iosif Efimovič Chejfic, regista e sceneggiatore sovietico (n. 1905)
- 24 aprile - Lou Ambers, pugile statunitense (n. 1913)
- 24 aprile - Marie Epstein, regista, sceneggiatrice e attrice francese (n. 1899)
- 25 aprile - Andrea Fortunato, calciatore italiano (n. 1971)
- 25 aprile - Horst-Günter Gregor, nuotatore tedesco orientale (n. 1938)
- 25 aprile - Alexander Knox, attore canadese (n. 1907)
- 25 aprile - Attilio Moresi, ciclista su strada svizzero (n. 1933)
- 25 aprile - Andrés Oller, cestista spagnolo (n. 1929)
- 25 aprile - Giuseppe Pacella, filologo classico e saggista italiano (n. 1920)
- 25 aprile - Ginger Rogers, attrice, cantante e ballerina statunitense (n. 1911)
- 26 aprile - Giuliana Albisetti Rotondi, arpista italiana (n. 1942)
- 26 aprile - Al Lucas, cestista statunitense (n. 1922)
- 27 aprile - Bjørn Berger, calciatore norvegese (n. 1919)
- 27 aprile - Silverio Blasi, regista, attore e sceneggiatore italiano (n. 1921)
- 27 aprile - Katherine DeMille, attrice canadese (n. 1911)
- 27 aprile - Willem Frederik Hermans, scrittore olandese (n. 1921)
- 27 aprile - Raphael Rabello, chitarrista e compositore brasiliano (n. 1962)
- 27 aprile - Angelo Savelli, pittore italiano (n. 1911)
- 28 aprile - Heinz Bienefeld, architetto tedesco (n. 1926)
- 28 aprile - Thomas Binkley, liutista statunitense (n. 1931)
- 28 aprile - Karl Bleyl, entomologo tedesco (n. 1908)
- 28 aprile - Corky Devlin, cestista statunitense (n. 1931)
- 29 aprile - Talley Beatty, coreografo, ballerino e insegnante statunitense (n. 1918)
- 29 aprile - Filipponio, cantautore e musicista italiano (n. 1944)
- 29 aprile - Charles McGinnis, astista statunitense (n. 1906)
- 29 aprile - Martin Jessop Price, numismatico e antiquario britannico (n. 1939)
- 30 aprile - Christopher Chadman, ballerino, coreografo e attore statunitense (n. 1948)